# الساره
ساره محمد ابونعمه القاضی مشهور به الساره (۱۹۸۲) خواننده، ترانه‌سرا و موسیقی‌شناس قومی سودانی-آمریکایی است. او رهبر گروه «الساره و نوباتونز» است و با گروه‌های دیگری مانند «پروژهٔ نیل» نیز اجرا داشته است. نام هنری او ترکیبی است از نام اصلی‌اش به علاوهٔ حرف تعریف عربی ال.

## زندگی اولیه
الساره در خارطوم، سودان در سال ۱۹۸۲ به دنیا آمد. هر دو والدین او فعّالِ حقوق بشر بودند. وقتی او هشت‌ساله بود، خانواده‌اش در جریان کودتای ۱۹۸۹ که توسط عمر البشیر (رئیس‌جمهور آیندهٔ سودان) انجام شد، از کشور گریختند تا از کشته شدن به‌عنوان مخالف سیاسی در امان بمانند. آن‌ها ابتدا در تعز، یمن زندگی کردند، اما به‌دلیل جنگ داخلی ۱۹۹۴ یمن، بار دیگر مجبور به فرار شدند. سپس وارد ایالات متحده شدند و با درخواست پناهندگی سیاسی در آن‌جا اقامت یافتند و در نهایت در بوستون ساکن شدند. در این دوران پرآشوب، او اغلب به موسیقی پناه می‌جست؛ در یمن به نسخه‌های قاچاقی از آثار موسیقی گوش می‌داد و به‌صورت غیررسمی کلاس پیانو را نزد یکی از دوستان خانوادگی آغاز کرد.
در ایالات متحده، الساره در چندین گروه کرِ موسیقی ملل آواز خواند و در دبیرستان مدرسهٔ عمومی هنرهای نمایشی پایونیر ولی تحصیل کرد. او در دانشگاه وسلین رشتهٔ موسیقی‌شناسی قومی را آموخت و پایان‌نامهٔ دورهٔ کارشناسی خود را دربارهٔ موسیقی زار سودانی نوشت.

## حرفه
پس از فارغ‌التحصیلی در سال ۲۰۰۴، الساره به شهر نیویورک نقل مکان کرد و به‌طور حرفه‌ای به آوازخوانی به زبان عربی پرداخت، در حالی که از طریق انجام شغل‌های متفرقه، هزینه‌های زندگی خود را تأمین می‌کرد. او خوانندهٔ گروه زنگباری «صوت الطرب» بود.

### الساره و نوباتونز

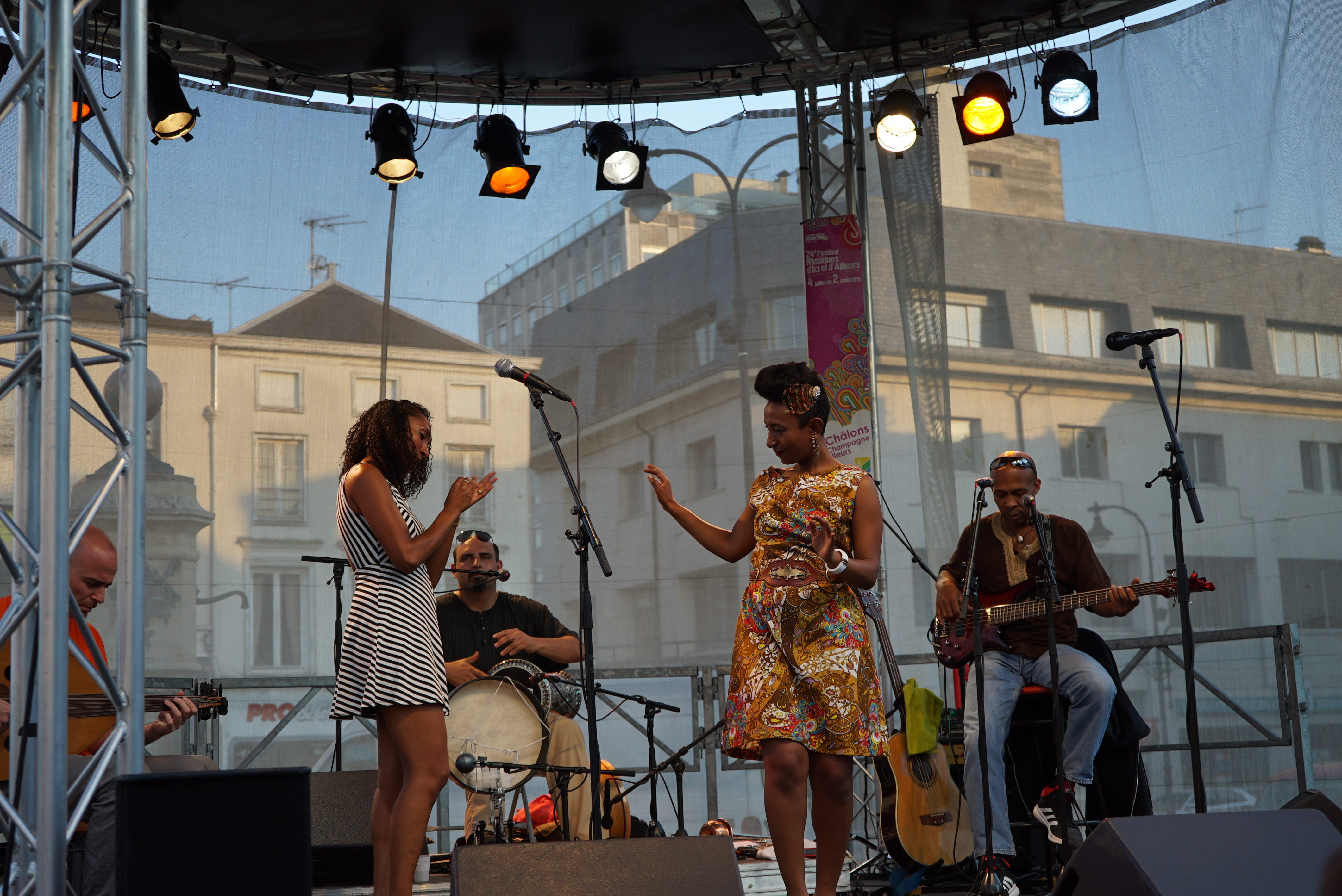
الساره و نوباتونز در ۲۰۱۵.

الساره در سال ۲۰۱۰ گروه «الساره و نوباتونز» (به انگلیسی: Alsarah and the Nubatones) را تشکیل داد؛ با خواهرش ناهِد به‌عنوان خوانندهٔ پشتیبان، ماوئنا کودجووی نوازندهٔ گیتار بیس، لوثیر هایک مانوکیان نوازندهٔ عود (که پس از درگذشتش توسط براندون ترزیک جایگزین شد)، و رامی العاصِر نوازندهٔ سازهای کوبه‌ای از گروه کافه آنتارسیا.
آن‌ها نخستین اثر خود را با عنوان آلبوم کوتاه (EP) «Soukura» در سال ۲۰۱۴ منتشر کردند و در همان سال، آلبوم کاملشان با عنوان «Silt» را نیز روانه بازار کردند. ترانهٔ «Soukura» که در هر دو آلبوم حضور دارد، دارای یک ویدئوی موسیقی نیز هست که در تاریخ ۲۵ مارس ۲۰۱۴ منتشر شد. گروه الساره و نوباتونز تاکنون در کشورهای مجارستان، پرتغال، فرانسه، امارات متحده عربی، مغرب، مصر، لبنان، سوئد و لیتوانی تور موسیقی برگزار کرده‌اند.

### سایر فعالیت‌ها

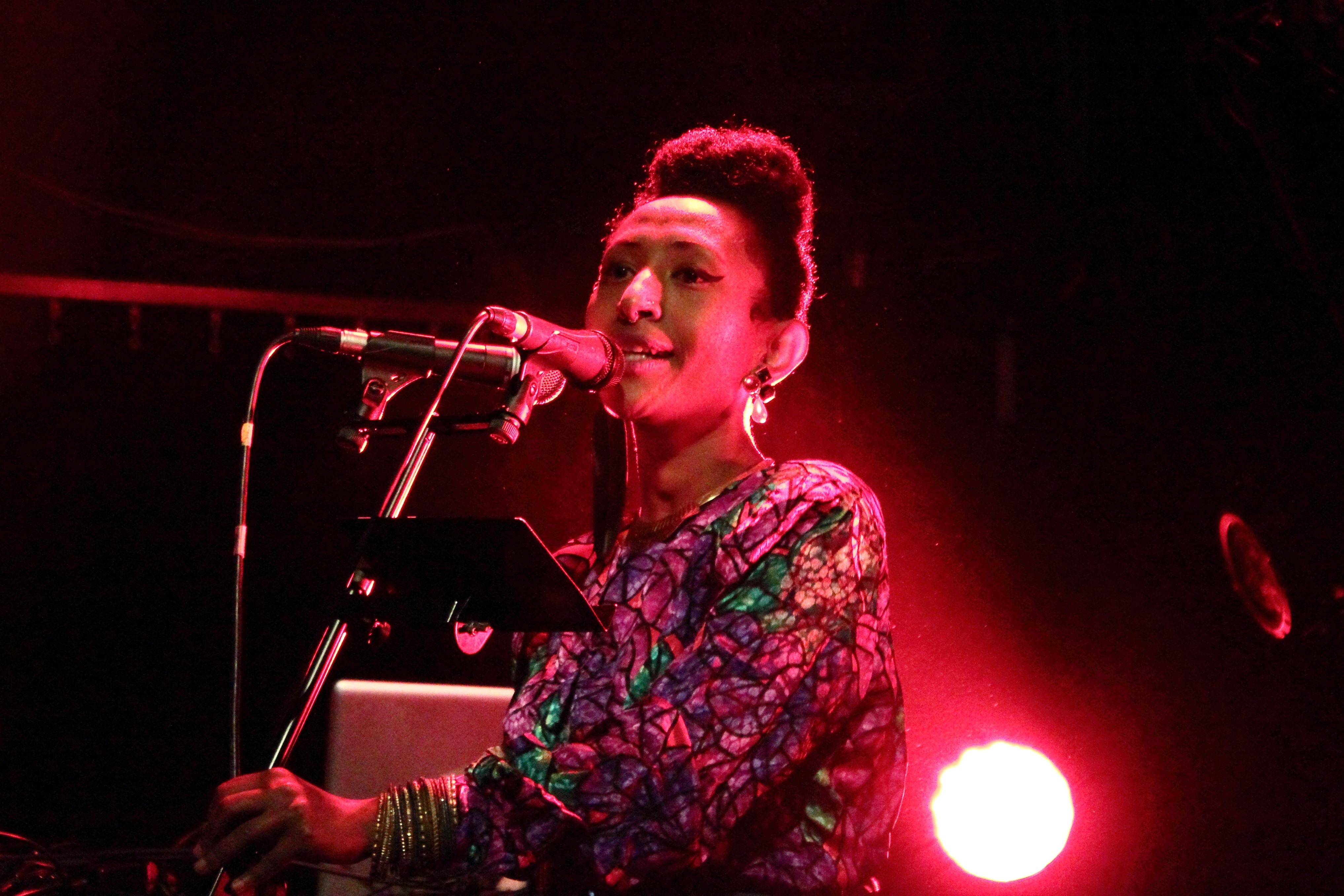
الساره در پواتیه، فرانسه در سال ۲۰۱۴.

در سال ۲۰۱۰، الساره ویدئوی موسیقی‌ای با عنوان «رأی بده!» (به انگلیسی: Vote!) منتشر کرد که در آن رَپر آمریکایی، اودیسی نیز حضور داشت. هدف از این اثر، تشویق شهروندان سودانی به شرکت در انتخابات آتی کشور بود. او همچنین با زک فردمن، نوازندهٔ آمریکایی عود و دانشجوی خاخامی، در تهیهٔ آلبوم «One Bead» (۲۰۱۲) همکاری کرد که نخستین اثر گروه او به نام «The Epichorus» بود.
در سال ۲۰۱۳، الساره آلبومی با عنوان «Al Jawal» منتشر کرد؛ این آلبوم حاصل همکاری او با تهیه‌کنندهٔ فرانسوی، دیبرویت بود و توسط شرکت ساوندوی ریکوردز منتشر شد. او در جشنوارهٔ موسیقی آشتی (به انگلیسی: Reconciliation Music Festival) که توسط گروه سومالیایی Waayaha Cusub برگزار شد، اجرا کرد؛ این رویداد، نخستین جشنواره موسیقی در موگادیشو پس از ۲۰ سال بود. الساره همچنین ترانهٔ «سلام نوبیه» (به انگلیسی: Salaam Nubia) را برای آلبوم «آسوان» متعلق به پروژهٔ نیل به رهبری مینا جرجِس و مِکلیت هادِرو اجرا کرد؛ این آلبوم در یک اجرای زنده در اسوان، مصر ضبط شده بود.
او در مستند «ضرب‌آهنگ‌های آنتونوف» (به انگلیسی: Beats of the Antonov) که در سال ۲۰۱۴ ساخته شد، حضور داشت. این مستند موفق شد جایزهٔ منتخب تماشاگران برای بهترین مستند را در جشنوارهٔ بین‌المللی فیلم تورنتو ۲۰۱۴ به‌دست‌آورد.

## هنر و سبک
الساره، حمزه علاءالدین و عبدالقادر سالم را از جمله هنرمندان محبوب نوبه‌ای و سودانی خود معرفی کرده است. او همچنین از فیروز خوانندهٔ لبنانی، جون بایز خوانندهٔ فولکلور آمریکایی، و موسیقی یمنی و موسیقی بالکان را به‌عنوان بخش‌هایی از مسیر رشد موسیقایی‌اش یاد کرده است. الساره کار خود با گروه نوباتونز را این‌گونه توصیف کرده است: «موسیقی سول از شرق آفریقا».